# Isaac Bruce
Isaac Isidore Bruce (Fort Lauderdale, Florida, 10 de noviembre de 1972), más conocido como Isaac Bruce, es un exjugador profesional estadounidense de fútbol americano que se desempeñó en la posición de wide receiver en la National Football League (NFL). Es miembro del Salón de la Fama del Fútbol Americano Profesional.

## Carrera
Bruce jugó como profesional catorce temporadas en Los Angeles Rams (1994-2007), después pasó a San Francisco 49ers, donde jugó dos temporadas (2008-2009), y fue el equipo en el que se retiró.

## Reconocimiento
En 2020, ingresó como miembro al Salón de la Fama del Fútbol Americano Profesional.